# Ляхов, Григорий Дмитриевич
Григорий Дмитриевич Ляхов (8 [20] января 1896 — 12 августа 1973) — советский военно-морской деятель, инженерный работник, заместитель начальника НИИ военного кораблестроения, инженер-флагман 3-го ранга (1936).

## Биография
Родился в 1896 году. Окончил гимназию в Петергофе и механическое отделение Морского инженерного училища императора Николая Первого в Кронштадте 30 июля 1916. Служил минёром на Балтийском флоте. В августе 1921 — с группой военных моряков арестован в Кронштадте и заключён в тюрьму Петрограда, но 15 декабря освобождён. Заместитель начальника НИИ военного кораблестроения в 1936. Уволен 1 сентября 1936 в отставку.

### Репрессии
1 сентября 1936 года инженер-флагмана 3-го ранга Г. Д. Ляхова уволили в отставку, а затем, 11 ноября того же года, его арестовали. О причинах ареста говорится в справке к приказу народного комиссара обороны Союза ССР маршала Советского Союза К. Е. Ворошилова № 3606 от 7 октября 1937 года: «Ляхов Г. Д. имел переписку со своим другом и сослуживцем по царскому флоту, белоэмигрантом, членом контрреволюционной организации. Получая от своего друга-белоэмигранта нелегальным путём письма, Ляхов тем же порядком сам пересылал за границу ряд писем с материалами шпионского характера».
После ареста Григория Дмитриевича поместили в одиночную камеру внутренней тюрьмы НКВД на улице Воинова (ныне Шпалерной) в Ленинграде. Допросы проводил следователь Савельев.
По воспоминаниям Г. Д. Ляхова Савельев предъявил ему обвинение в шпионаже и предложил чистосердечно признаться в этом. Следователь сказал, что такое признание обвиняемого поможет ему сохранить жизнь. На ответ Григория Дмитриевича о том, что он чист перед законом и не является шпионом, Савельев заявил, что следствию известно все и ошибок у чекистов не бывает. Следователь НКВД особенно интересовался содержание писем от родных и друзей из-за рубежа. В них, по его утверждению, содержались шпионские задания. А в ответных письмах, якобы, Г. Д. Ляхов давал в зашифрованном виде ответы о кораблестроительной программе Морских Сил РККА. Несмотря на отрицание Григорием Дмитриевичем своей виновности, дело по обвинению в шпионаже Г. Д. Ляхова было передано на рассмотрение в судебную инстанцию. Судил его военный суд.
16 мая 1937 года Г. Д. Ляхов был осуждён военным трибуналом Ленинградского военного округа за шпионаж и приговорён к 6 годам тюремного заключения и 3 годам лишения политических прав по статье 58-6 ч. 1 УК РСФСР. Он был также лишён по суду военного звания в соответствии со статьями 23 и 45 «Положения о прохождении службы командным и начальствующим составом РККА».
Относительно мягкий для обвинения в шпионаже приговор можно объяснить только тем, что в его деле не было никаких доказательств этого преступления, а подсудимый не подписал ни одного «признательного показания».
После окончания суда Г. Д. Ляхов был помещён в пересыльную тюрьму, в которой собирали осуждённых перед отправкой по этапу. Кого только там он увидел. В камере в жуткой тесноте, как в муравейнике, содержалось около 200 заключённых. Среди них были бывшие офицеры, профессора вузов, астрономы, инженеры, режиссёры, артисты, кондуктора, кочегары, сапожники, армейские политруки и старые большевики. Все они терпели неудобства и ожидали отправления в лагерях.
20 июня 1937 года Григория Дмитриевича неожиданно вызвали на свидание. В комнате свиданий за решёткой он увидел жену и мать. Жена сказала ему, что недавно ей объявили о том, что «Ваш муж преступник, враг народа, и нужно, чтобы Вы подписали отречение от него». А когда она отказалась, работник НКВД взорвался в гневе и объявил, что в связи с её отказом обе женщины (жена и мать) высылаются из Ленинграда в Казахстан. Местом ссылки стал посёлок Джурун Актюбинской области.
16 августа 1937 года Г. Д. Ляхов был отправлен этапом на Колыму, и 16 сентября состав с заключёнными прибыл во Владивосток. Большую группу заключённых вывели из лагеря и выстроили перед отправкой на пристань. Новичков здесь ожидало потрясение.
По воспоминаниям Григория Дмитриевича, кругом стояли солдаты вооружённой охраны (ВОХР) с винтовками наперевес. Под их серьёзным взглядом становилась не по себе даже бывалым людям. А за спинами зеков расположились другие солдаты с собаками на поводках. Собаки были упитанные и очень злые, рвались с поводков. Заключённым тут объявили, что «Шаг вправо, влево считается за побег, и конвой будет стрелять без предупреждения». После этого началась погрузка заключённых на пароход «Кулу». В трюмах поместили две тысячи зеков. Началась плавание.
У трапа в трюме поставили бочки. Они оказались очень кстати. Из-за качки во время шторма многих заключённых тошнило и рвало. Спёртый вонючий запах пропитал все трюмы. И только через пять суток судно прибыло в бухту Нагаево.
Вскоре после прибытия на Колыму Г. Д. Ляхов узнал, что ему пересмотрена мера наказания. Теперь он должен был отсидеть 25 лет за шпионаж. Тогда Григорий Дмитриевич ещё не знал, что вслед за ним было арестовано все руководство НИВКа.
Вот свидетельство К. Л. Григайтиса, сменившего на посту начальника этого института Н. В. Алякринского: «Приказом Наркома обороны СССР К. Е. Ворошилова от 20 августа 1937 года я был назначен начальником Научно-исследовательского института военного кораблестроения Морских Сил РККА (НИИВК)… Никаких дел по институту я не принимал, так как бывший начальник института Н. В. Алякринский, его заместитель Г. Д. Ляхов и большинство начальников отделов были репрессированы. Обстановка в институте, как мне показалось, была явно ненормальная. После ареста руководства и увольнения многих опытных специалистов среди большинства оставшихся работников царила полная растерянность. Ходили слухи, будто среди нас есть враги народа и их надо разоблачать. Из руководящего состав на своих должностях остались только начальники отдела кадров, секретного отдела и финансист…».
На Колыме Г. Д. Ляхова использовали на самых разных работах и в разных поселениях. Работал он и на лесопильном заводе, и на автобазе, и на лесоповале, и на заготовке дров, и на погрузочно-разгрузочных работах, и на расчистке автомобильных дорог от снега. Довелось ему побывать и в штрафном лагере. Начиная с марта 1939 года, он стал болеть: в результате частых переохлаждений у него возникла болезнь почек, резко ухудшилось зрение. Дважды он лежал в лагерных больницах и был переведён на лёгкую работу. Ему пришлось быть тогда ассенизатором, потом сторожем ларька, уборщиком и мойщиком посуды на кухне. На лёгких работах он получал существенно меньшую норму хлеба и очень отощал и ослабел, в результате чего был включён в так называемую инвалидную команду, отправляемую на материк.
В сентябре 1939 года Г. Д. Ляхов распрощался с Колымой и на пароходе «Фридрих Энгельс» прибыл во Владивосток, откуда был отправлен по этапу в Хабаровск, а оттуда — в Москву, в Бутырскую тюрьму. Из Бутырской тюрьмы 31 октября его вместе с другими заключёнными направили в Ленинград в пассажирском вагоне в сопровождении двух сотрудников НКВД. 1 ноября 1939 года он был доставлен на судостроительный завод «Судомех», на территории которого располагалось ОКБ-196, занимающееся проектированием судов и судовых механизмов, в состав которого он и был зачислен.
В июле 1941 года все сотрудники-заключенные были эвакуированы из Ленинграда в Зеленодольск (Татарская ССР), и там ОКБ функционировало на территории оборонного завода.
В конце 1944 года была освобождена из ссылки и приехала в Зеленодольск семья Григория Дмитриевича. А в марте 1946 года зеленодольских заключённых вернули на завод «Судомех», где они продолжали жить и работать в том же ОКБ-196. Лишь в сентябре 1946 года была пересмотрена мера наказания заключённых. Г. Д. Ляхову, как и другим его сослуживцам-заключенным, выдали паспорта с ограничением проживания в крупных городах страны. И он продолжил работу в ОКБ — уже в качестве вольнонаёмного. Его поместили в общежитие, а жена жила у родственников. Мать жила в Москве у сестры. Супруги решили, что надо им всем съехаться в одно место, и лучше в такое, где Григорий Дмитриевич со своим неполноценным паспортом не будет поднадзорным. Руководство Министерства судостроительной промышленности (Минсудпорома) удовлетворило его просьбу о переводе в другой город, и он получил перевод на судоремонтный завод в Петрозаводске.
В начале октября 1948 года Г. Д. Ляхов выехал в Петрозаводск, договорившись с женой, что вызовет её туда, когда нормально там устроится. На Петрозаводском заводе уже в ноябре ему предоставили две комнаты, и к нему приехала из Москвы мать. 10 декабря к нему должна была приехать жена, отправив в Петрозаводск багажом все имущество. А в ночь с 9-го на 10-е декабря его вновь арестовали. Приехавшую в Петрозаводск Евгению Фёдоровну на вокзале встретила одна свекровь. Приезд жены Ляхова обернулся для неё драмой. Имущество пришло в грузовом вагоне, а у неё не было с собой денег, все ушло на перевозку. Её в Петрозаводске никто не знал. Имущество продали, из квартиры их выселили. Пришлось жене и матери уехать обратно в Москву.
Г. Д. Ляхов был обвинён в шпионаже и решением Особого совещания (ОСО) при МГБ от 23 февраля 1949 года осуждён на ссылку, причём текст обвинительной части был идентичен тексту приговора 1937 года. В марте 1949 года он был отправлен этапом к месту ссылки — в Караганду. В Темиртау, на строительство Карагандинской ГРЭС, ссыльный Ляхов прибыл в апреле 1949 года. Он получил койку в общежитии и начал работать сначала чертёжником в отделе главного механика, а через месяц — старшим инженером технического отдела. В июле он получил жильё, и к нему приехали мать и жена. Осенью 1949 года он занял должность заместителя начальника технического отдела. В 1953 году в возрасте 89 лет скончалась его мать — Варвара Григорьевна.
После смерти Сталина у заключённых и ссыльных появились некоторые надежды на улучшение их участи, оживился и Григорий Дмитриевич. Он отправил три письма. Два из них были адресованы в Президиум Верховного Совета СССР и Верховный Суд РСФСР, а одно — министру Военно-морского флота адмиралу Н. Г. Кузнецову. Последнее возымело действие.
10 сентября 1954 года Г. Д. Ляхов был освобождён из ссылки. Определением Военной коллегии от 25 июня 1955 года он был реабилитирован как по делу 1936 года, так и делу 1948 года. 29 июля 1955 года Г. Д. Ляхов получил официальное извещение о реабилитации, а само Постановление Военной коллегии Верховного Суда СССР ему выдали лишь в Москве.

### Жизнь на воле
1 октября 1955 года Г. Д. Ляхов уволился со строительства Карагандинской ГРЭС, и супруги Ляховы выехали из Караганды в Москву. В Москве Г. Д. Ляхова уволили в отставку со званием капитана 1 ранга, несмотря на все его доводы и доказательства того, что он был флагманским механиком, которому теперь соответствует звание инженер-контр-адмирала.
В Ленинград Ляховы приехали в конце октября 1955 года и после продолжительных хлопот лишь в апреле 1956 года получили комнату в коммунальной квартире на Гаванской улице. В ней они прожили до конца своих дней.
По свидетельству близких, несмотря на все пережитое, Григорий Дмитриевич не потерял оптимизма и любви к жизни, к природе. Даже в главах его воспоминаний, посвящённых длительному пребыванию на Колыме в исправительно-трудовом лагере, Г. Д. Ляхов не удержался от восхищения красотами этого края. Родственники и друзья отмечали, что Григорий Дмитриевич был замечательным человеком, честным с прекрасной памятью.
Скончался Григорий Дмитриевич Ляхов в 1973 году на семьдесят седьмом году жизни и был похоронен на Серафимовском кладбище в Ленинграде.

### Звания
- Мичман;
- Инженер-флагман 3-го ранга (31 мая 1936);[1][2]

## Семья
- Отец: Ляхов, Дмитрий Тимофеевич — родился 10 ноября 1862 года. Казак ст. Раздорской на Дону, Войска Донского. Образование получил в Новочеркасских Реальном и Юнкерском училище казаков и офицерской кавказской школе. Выпущен подхорунжим в 1889 году в 8-й Донской полк. В офицеры был произведён в 1900 году. Участник Первой Мировой и Гражданской войн. В 1916 году был произведён в полковники. В 15-м Донском полку с 1914 по 1916 год. Кавалер Ордена Св. Георгия 4-й степени. Сторонник «самостийности» казачьих территорий и казачьих войск. В 1918 году вступил в ряды Донской армии. Содействовал формированию астраханских казачьих частей для участия в боях Донской и Добровольческой армий. В отставке — 4 апреля 1920 года с производством в генерал-майоры. В эмиграции во Франции. Умер в Кенси, под Парижем, 19 февраля 1941 года.
- Мать: Дочь священнослужителя Петербургской губернии — Лапшина Варвара Григорьевна.
- Брат: Ляхов, Николай Дмитриевич — родился в 1897 году. Из казаков станицы Раздорской Войска Донского. Окончил Второй Кадетский корпус и Николаевское кавалерийское училище. Хорунжий лейб-гвардии Казачьего полка. С 1918 года в офицерской казачьей дружине при Донском атамане Добровольческой Армии. Участник Первого «Ледяного» похода. Был ранен в бою 31 марта 1918 года. В эмиграции. С 1926 года адъютант генерала Врангеля. Умер 30 апреля 1962 года в Рединге, Англия.
- Брат: Ляхов, Леонид Дмитриевич — родился 7 марта 1903 года, из донских казаков, станицы Раздорской с Дона, 1-го Донского округа. Во ВСЮР и Русской Армии. Гардемарин Морского корпуса в Севастополе с 1919 года. Эвакуировался с флотом в Бизерту. Окончил Морской корпус в изгнании. С 19 ноября 1922 года — корабельный гардемарин, последнего выпуска корабельных гардемарин Русского флота в Бизерте. В эмиграции с марта 1922 года, во Франции. Окончил университет в городе Безансон по предоставленной с 27 февраля 1923 года французской стороной стипендии. Инженер-химик. Был женат (Ирина Владимировна Ляхова — урождённая княжна Урусова. Умерла 19 мая 1969 года, была похоронена рядом с могилой мужа.), сын (Ляхов Дмитрий Леонидович — в 60-х годах создал казачий вакально-инструментальный ансамбль под своим управлением, состоявший из оркестра балалаечников и трёх певцов-солистов, давал концерты, как во Франции, так и в других странах. Умер 24 ноября 1999 года в Париже. Был похоронен рядом с родителями.). Член Морского Собрания в Париже. Умер 20 июня 1967 года под Парижем, был похоронен на кладбище Кенси.
- Сёстры: Татьяна (10.01.1899 — ?), Наталья (12.07.1900 — ?).

## Публикации
Автор статей в журнале «Морской сборник» за 1928 год.